# Phương chi thảo
Phương chi thảo là một dược thảo khi ăn vào làm cơ thể mát mẻ đồng thời trị tuyệt các bệnh trầm kha hoặc hiểm nghèo. Được Từ Hi thái hậu chiêu đãi các sứ thần phương Tây trong bữa tiệc Xuân năm Giáp Tuất (1874).

## Lịch sử
Trong suốt chiều dài lịch sử nhân loại cho đến ngày nay, chưa có yến tiệc nào linh đình, trọng thể, vĩ đại… bằng tiệc Xuân năm Giáp Tuất (1874) do Từ Hi thái hậu, đời nhà Thanh, tổ chức để khoản đãi phái đoàn Sứ Thần, tướng lãnh các quốc gia Tây phương. Tiệc được chuẩn bị 11 tháng 6 ngày trước, sử dụng 1750 người phục vụ, tốn kém 98 triệu hoa viên thời đó tương đương 374 ngàn lượng vàng ròng, gồm 400 thực khách và đại tiệc kéo dài suốt 7 ngày đêm bắt đầu từ giao thừa (12 giờ đêm) Tết nguyên đán Giáp Tuất.
Thực Đơn: Gồm tất cả 140 món. Theo chiếu chỉ của Từ Hi Thái Hậu, mỗi tỉnh tuyển lựa mười đầu bếp tài giỏi. Các đầu bếp này họp nhau ở thủ đô từ ngày rằm tháng 2 năm Kỷ Hợi (1873) nghĩa là 11 tháng 6 ngày trước đại tiệc để cùng nhau soạn thảo các món ăn ngon, lạ.
Sau gần hai tháng thảo luận, một thực đơn gồm 140 món được hình thành, trong số này có bảy món thật bổ dưỡng, thật đặc biệt, thật lạ lùng, mỗi ngày chỉ thiết đãi một món, thực khách ăn vào chẳng những không thấy đầy bụng mà sự mệt mỏi, bực bội như tan biến đi, tinh thần sảng khoái gấp bội.
Và Phương chi thảo là một trong bảy món ăn đó.

## Công dụng và cách thu hoạch
Sinh thời hoàng đế Khang Hy nhà Thanh rất háo sắc nhưng lại có tài y thuật cao siêu. Chốn hậu cung của ông có hàng trăm phi tần mỹ nữ, để đáp ứng được nhu cầu của tất cả các phi tần đó bắt buộc ông phải bồi bổ cơ thể bằng những dược chất giúp tăng cường sinh lực, bổ thân tráng dương. Nhưng đến khi về già ông mắc phải chứng bệnh khan háo trong lục phủ ngũ tạng mà ông không thể tự mình chữa được. Bao nhiêu ngự y đại tài của triều đình cũng đành bó tay. Vua phải bố cao thiên hạ tìm danh y thần dược trong nhân gian.
Sau rất nhiều vị danh y từ khắp bốn phương tìm đến hòng thử vận may nhưng đều lắc đầu ra đi thì ngày nọ có một dị nhân xin yết kiến hoàng thượng rồi móc trong người ra một bó cỏ rất lạ, rễ xanh, lá dài như lá hẹ nhưng màu đỏ tía ngọn lại có màu trắng. Với kinh nghiệm lâu năm trong việc thuốc thang vua biết đó là cỏ quý nên hỏi, dị nhân đó trả lời đó là cỏ Phương Chi mọc trên đỉnh Thái Hàng Sơn hướng về phía mặt trời, đặc biệt loài cỏ này chỉ mọc trên một tảng đá duy nhất cao chênh vênh ít người biết. Đặc biệt hơn cỏ chỉ mọc vào năm nhuận và mọc một lần vào đúng dịp trung thu sống trong khoảng thời gian từ 1 tháng đến 45 ngày lúc gặp gió bấc đầu mùa thì lập tức bị khô héo
Việc hái cỏ cũng rất công phu, dắt theo một con ngựa bạch lên đỉnh nói cao trước một ngày đến khi mặt trời mới mọc đem ngựa tới phiến đã cho ăn cỏ. Ngựa vừa ăn cỏ xong phải lập tức lấy dao chém rụng đầu ngựa rồi mổ bụng lấy bao tử mang về chế thuốc phơi khô
Cỏ Phương Chi khi ăn vào làm cơ thể mát mẻ đồng thời trị tuyệt các bệnh trầm kha hoặc hiểm nghèo. Trong đại tiệc do Từ Hy Thái Hậu khoản đãi, Phương Chi Thảo nấu chung với Long Tu (râu rồng). Thực khách ăn xong cảm thấy tinh thần vô cùng sảng khoái, cả tháng sau không khát nước cũng không mệt.